# Beryllglansgök
Beryllglansgök (Chrysococcyx maculatus) är en fågel i familjen gökar inom ordningen gökfåglar.

## Utseende och läte
Beryllglansgök är en liten (18 cm) gök med hos hanen färgstarkt smaragdgrön ovansida. Honan är rostorange på hjässa och nacke och obandat bronsgrön på vingar och mantel. Båda könen är tätt tvärbandade undertill på ljus botten. Lätet är ett högljutt, fallande "kee-kee-kee-kee".

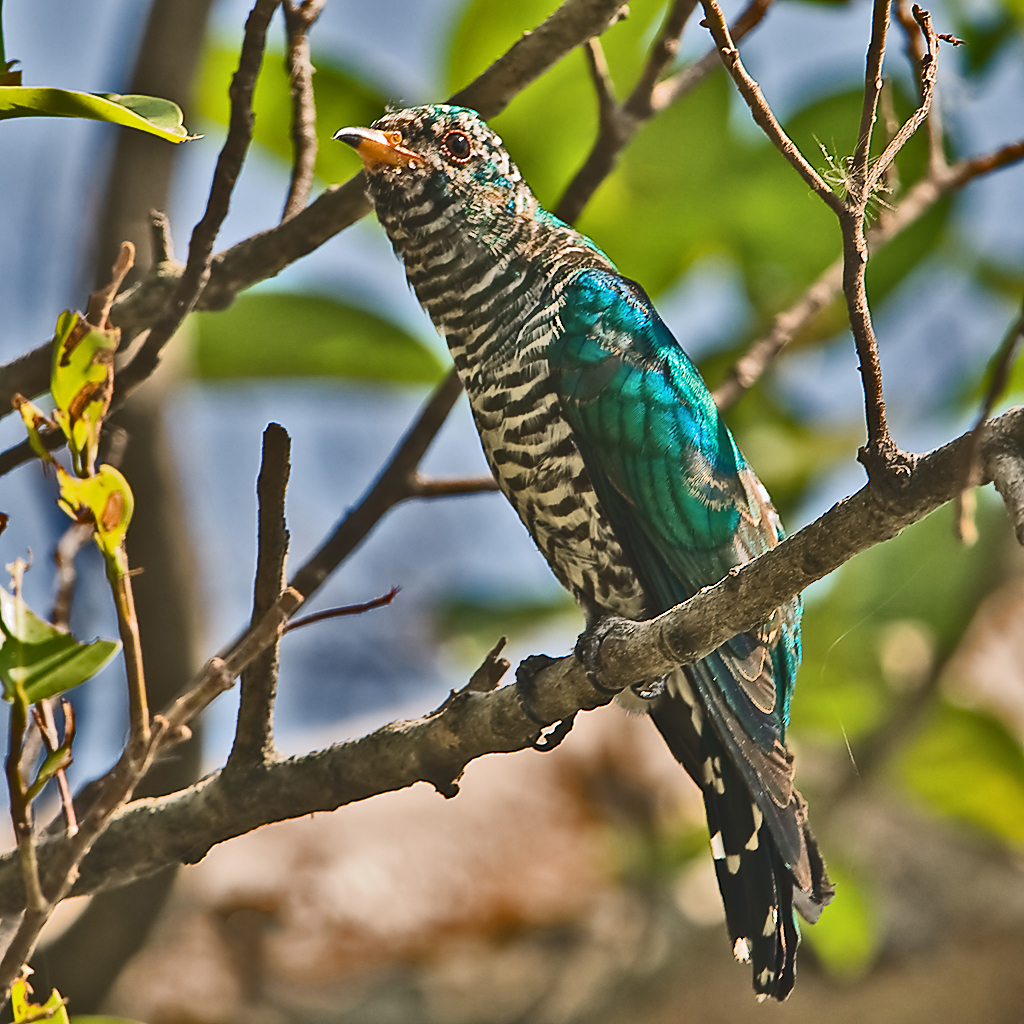
Hane.

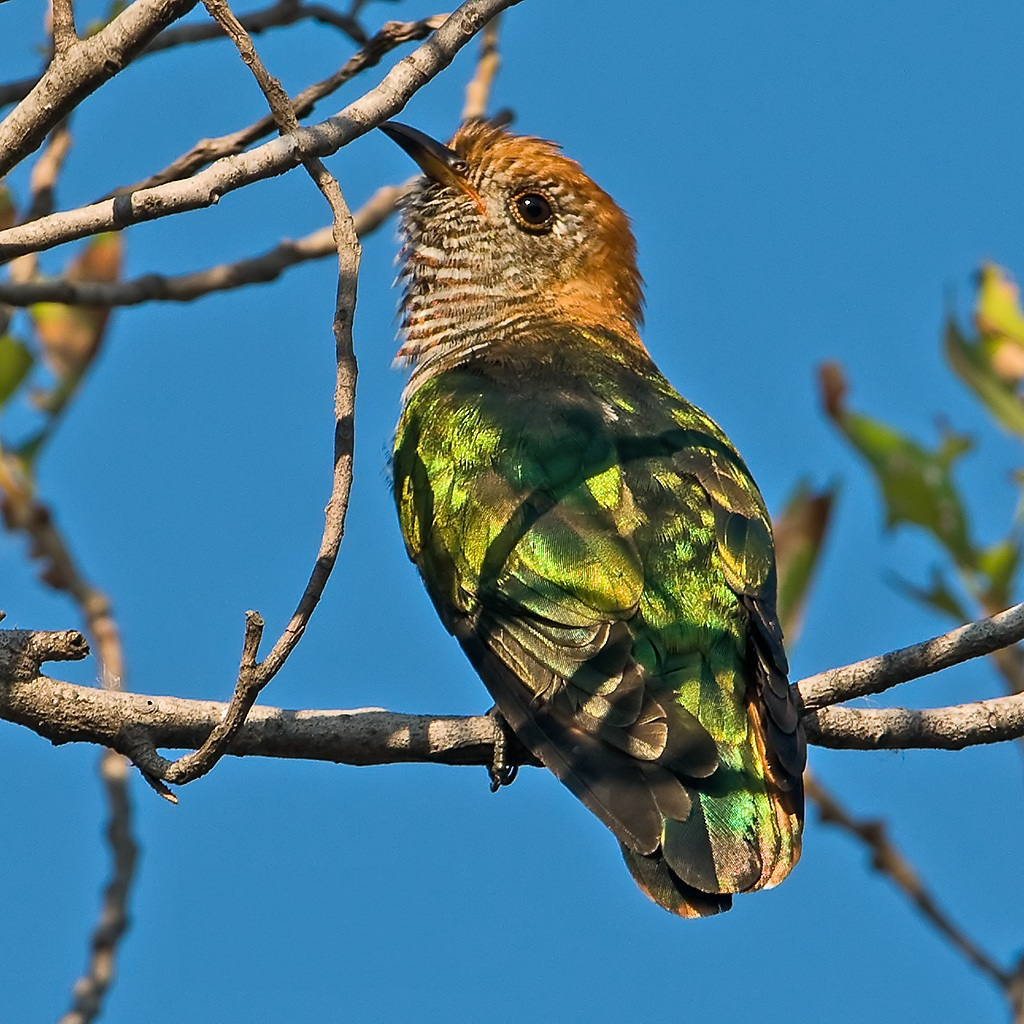
Hona.

## Utbredning och systematik
Fågeln förekommer från Indien till södra Kina, Sydostasien, Sumatra, Andaman and Nicobar öar. Den behandlas som monotypisk, det vill säga att den inte delas in i några underarter.

## Status och hot
Arten har ett stort utbredningsområde och en stor population, men tros minska i antal, dock inte tillräckligt kraftigt för att den ska betraktas som hotad. Internationella naturvårdsunionen IUCN kategoriserar därför arten som livskraftig (LC).